# Aquile Ferrara 2019
Questa voce raccoglie le informazioni riguardanti le Aquile Ferrara nelle competizioni ufficiali della stagione 2019.

## Roster
| Roster delle Aquile Ferrara (2019) |
| --- |
| Quarterback - Ruggero Cavallino - 12 Luca Paiuscato - 18 Francesco Padovani Running Back - Alagie Mbale - Matteo Scalambra - Alessandro Tartari - 3 Marco Papa - 32 Alberto Romagnoli Wide Receiver - Jacopo Bonzagni - Fabio Gardinale - Matteo Medini - Gabriele Paganini - 2 Dario Mingozzi - 5 Arturo Cavazzini - 9 Giacomo Ferrari - 24 Eugenio Spirandelli Tight End - Luciano Marino Parlanti - 8 Alessio Bonazzi Offensive Linemen - Alfa Balde - Filippo Martinelli - Lorenzo Teodori - 55 Luca Orlandi - 62 Giovanni Roversi - 70 Riccardo Baldari Defensive Linemen - Amsomana Sabale - Paolo Bianchi - Nicholas Nardini - Fabio Pellegatti - 71 Luca Atti - 91 Paolo Fondi - 90 Francesco Giallatini Linebacker - Francesco Bonini - Dembele Dian Demba - Mattia Milani - Fabio Orlandini - Pietro Peressotti - Nicola Trevisani - 4 Rocco Zucchewlli - 44 Edoardo Cioni - 45 Francesco Sicignano Defensive Back - Stephano Bernini Saenz - Giacomo Crapulli - Matteo de Biaggi - Osman Kabia - Federico Saioni - Jaiteh Yankuba - Marco Zanella - 1 Riccardo Arduin - 13 Mario Martucci - 17 Giacomo Rizzo - 22 Emmanuele Serra - 42 Davide Bastia Marcelli Special Team Coaching staff Matteo Mantovani (HC/OC/OL) · Piergiorgio degli Esposti (AHC/ST/DL) · Stefano Zucchelli (DC/DB) · Stefano Ferrari (LB) · Luca Borra (QB/WR) · Davide Sarto (RB) · Alessandro Ferraresi (AOL) · Valentina Rizzuti (ADB) |

## Seconda Divisione FIDAF 2019

### Stagione regolare
| Padova 24 febbraio 2019, ore 14:45 | Saints Padova | 24 – 18 (0-6 7-6 7-0 10-6) referto | Aquile Ferrara | Stadio Plebiscito (100 spett.)\| Arbitro: \| Tomaz \| |
| Arbitro:                           | Tomaz         |                                    |                |                                                       |

| Pescantina 2 marzo 2019, ore 20:30 | Mastini Verona | 28 – 3 (0-3 7-0 7-0 14-0) referto | Aquile Ferrara | Velodromo San Lorenzo (90 spett.)\| Arbitro: \| S. d'Amato \| |
| Arbitro:                           | S. d'Amato     |                                   |                |                                                               |

| Castelfranco Veneto 17 marzo 2019, ore 15:00 | Cavaliers Castelfranco Veneto | 36 – 42 (d.t.s.) (6-14 9-6 7-0 14-16 0-6) referto | Aquile Ferrara | C.S. Comunale (100 spett.)\| Arbitro: \| P. Moglia \| |
| Arbitro:                                     | P. Moglia                     |                                                   |                |                                                       |

| Ferrara 24 marzo 2019, ore 14:30 | Aquile Ferrara | 44 – 34 (7-7 14-14 14-0 9-13) referto | Sentinels Isonzo | Mike Wyatt Field (95 spett.)\| Arbitro: \| S. Bernini \| |
| Arbitro:                         | S. Bernini     |                                       |                  |                                                          |

| Ferrara 6 aprile 2019, ore 15:30 | Aquile Ferrara | 0 – 40 (0-10 0-7 0-6 0-17) referto | Mastini Verona | Mike Wyatt Field (75 spett.)\| Arbitro: \| B. Jovanovic \| |
| Arbitro:                         | B. Jovanovic   |                                    |                |                                                            |

| Ferrara 28 aprile 2019, ore 15:00 | Aquile Ferrara  | 0 – 24 (0-3 0-14 0-7 0-0) referto | Saints Padova | Mike Wyatt Field (75 spett.)\| Arbitro: \| G. Sabbatinelli \| |
| Arbitro:                          | G. Sabbatinelli |                                   |               |                                                               |

| Ferrara 12 maggio 2019, ore 15:00 | Aquile Ferrara | 6 – 0 (0-0 6-0 0-0 0-0) referto | Cavaliers Castelfranco Veneto | Mike Wyatt Field (30 spett.)\| Arbitro: \| F. Garlaschi \| |
| Arbitro:                          | F. Garlaschi   |                                 |                               |                                                            |

| Monfalcone 18 maggio 2019, ore 19:52 | Sentinels Isonzo | 28 – 29 (6-14 8-8 6-0 8-7) referto | Aquile Ferrara | Stadio O. Cosulich (177 spett.)\| Arbitro: \| S. d'Amato \| |
| Arbitro:                             | S. d'Amato       |                                    |                |                                                             |

### Playoff
| Brescia 8 giugno 2019, ore 20:30 | Bengals Brescia | 49 – 14 (7-7 14-7 14-0 14-0) referto | Aquile Ferrara | Centro Sportivo "Enrico Chico Nova" (180 spett.)\| Arbitro: \| Camossa \| |
| Arbitro:                         | Camossa         |                                      |                |                                                                           |

## Statistiche di squadra
| Competizione      | %Vittorie | In casa | In casa | In casa | In casa | In casa | In casa | In trasferta | In trasferta | In trasferta | In trasferta | In trasferta | In trasferta | Totale | Totale | Totale | Totale | Totale | Totale |
| Competizione      | %Vittorie | G       | V       | N       | P       | Pf      | Ps      | G            | V            | N            | P            | Pf           | Ps           | G      | V      | N      | P      | Pf     | Ps     |
| ----------------- | --------- | ------- | ------- | ------- | ------- | ------- | ------- | ------------ | ------------ | ------------ | ------------ | ------------ | ------------ | ------ | ------ | ------ | ------ | ------ | ------ |
| Stagione regolare | .500      | 4       | 2       | 0       | 2       | 50      | 98      | 4            | 2            | 0            | 2            | 92           | 116          | 8      | 4      | 0      | 4      | 142    | 214    |
| Playoff           | .000      | 0       | 0       | 0       | 0       | 0       | 0       | 1            | 0            | 0            | 1            | 14           | 49           | 1      | 0      | 0      | 1      | 14     | 49     |
| Totale            | .444      | 4       | 2       | 0       | 2       | 50      | 98      | 5            | 2            | 0            | 3            | 106          | 165          | 9      | 4      | 0      | 5      | 156    | 263    |

## Statistiche personali

### Marcatori
| Giocatore     | Ruolo | TD rush | TD recv | TD int | TD p.ret | TD k.ret | TD oth | Xp1 | Xp2 | FG  | Saf | Totale |
| ------------- | ----- | ------- | ------- | ------ | -------- | -------- | ------ | --- | --- | --- | --- | ------ |
| A. Romagnoli  |       | 7+0     | 0+0     | 0+0    | 0+0      | 0+0      | 0+0    | 8+2 | 0+0 | 2+0 | 0+0 | 58     |
| D. Mingozzi   |       | 2       | 3       | 0      | 0        | 0        | 0      | 0   | 0   | 0   | 0   | 30     |
| G. Ferrari    |       | 0+2     | 1+0     | 0+0    | 0+0      | 0+0      | 0+0    | 0+0 | 2+0 | 0+0 | 0+0 | 22     |
| M. Scalambra  |       | 2       | 0       | 0      | 0        | 0        | 0      | 0   | 0   | 0   | 0   | 12     |
| F. Gardinale  |       | 0       | 1       | 0      | 0        | 0        | 0      | 0   | 0   | 0   | 0   | 6      |
| F. Ghironi    |       | 0       | 1       | 0      | 0        | 0        | 0      | 0   | 0   | 0   | 0   | 6      |
| R. Maccagnani |       | 0       | 0       | 1      | 0        | 0        | 0      | 0   | 0   | 0   | 0   | 6      |
| E. Serra      |       | 0       | 0       | 0      | 0        | 0        | 1      | 0   | 0   | 0   | 0   | 6      |
| M. Medini     |       | 0       | 0       | 0      | 0        | 0        | 0      | 0   | 1   | 0   | 0   | 2      |
| G. Paganini   |       | 0       | 0       | 0      | 0        | 0        | 0      | 0   | 1   | 0   | 0   | 2      |

### Passer rating
| Giocatore    | G   | Att   | Comp  | Int | Yds     | TD  | NFL   | NCAA   |
| ------------ | --- | ----- | ----- | --- | ------- | --- | ----- | ------ |
| R. Cavallino | 5   | 136   | 74    | 8   | 742     | 6   | 60,36 | 103,04 |
| A. Golfieri  | 4+1 | 56+29 | 25+14 | 2+1 | 184+130 | 1+0 | 44,93 | 73,74  |
| Team         | 1   | 0     | 0     | 0   | -5      | 0   |       |        |